# アレクサンドル3世 (ロシア皇帝)
アレクサンドル3世（ロシア語: Александр III, ラテン文字転写: Aleksandr III、アレクサンドル・アレクサンドロヴィチ・ロマノフ、ロシア語: Александр Александрович Романов, ラテン文字転写: Aleksandr Aleksandrovich Romanov、1845年3月10日（ユリウス暦2月26日） - 1894年11月1日（ユリウス暦10月20日））は、ロマノフ朝第13代ロシア皇帝（在位：1881年3月13日 - 1894年11月1日）。アレクサンドル2世と皇后マリア・アレクサンドロヴナの第2皇子。兄ニコライが21歳で早世したため、皇太子となった。妻は兄の婚約者であったデンマーク王クリスチャン9世の第2王女マリー・ソフィー・フレデリケ・ダウマー（ロシア名マリア・フョードロヴナ）で、ニコライ2世をはじめ4男2女に恵まれた。
帝政時代にロシア帝国銀行が発行していた25ルーブル紙幣に肖像が描かれていた。

## 生涯

### 出生
1845年3月10日、サンクトペテルブルクの冬宮殿で生まれる。アレクサンドルは音楽家やバレリーナのパトロンとなったが、周囲からはパトロンとしての洗練さや優雅さに欠けていると見られていた。アレクサンドルは顔の左側にある皮脂嚢胞を周囲に嘲笑されたことがコンプレックスとなり、成長後に描かれる肖像画や写真は右側から描かれたものが多い。また、彼は身長190センチメートルの長身としても知られていた。
芸術家のアレクサンドル・ベノワは、アレクサンドルの印象について、以下のように記している。
兄ニコライ皇太子がいたこともあり、帝王教育を受けず、幼少時から軍人として教育され、20年間は帝位に就くことは想定されていなかった。兄ニコライは1864年9月28日にデンマーク国王クリスチャン9世の第二王女マリー・ダウマーと婚約した。

### 立太子

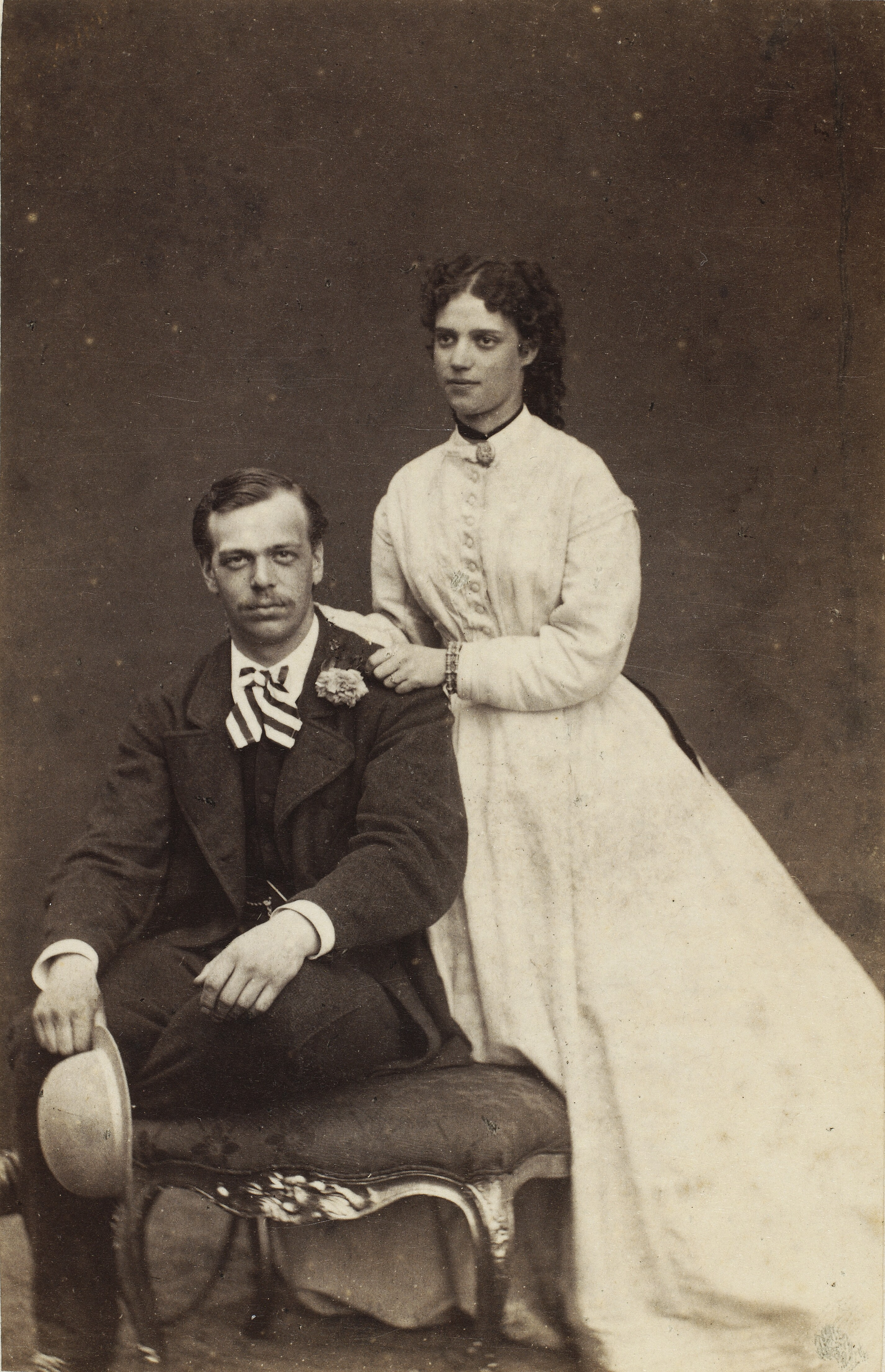
アレクサンドルとマリア（1866年）

1865年4月24日、兄ニコライが旅行中に病で急死し、ツェサレーヴィチとなった。立太子すると、元々兄の教師であった聖務会院院長コンスタンチン・ポベドノスツェフから法律学と行政学を学ぶようになった。ポベドノスツェフはアレクサンドルに、ロシア正教会の思想を注ぎ込み、保守・反改革的な帝王学を教え込んでいった。アレクサンドルは皇太子になったものの、その保守的な考えは政府の方針と乖離していたため、重要な公務を任されることはなかった。
兄ニコライは薨御の直前、婚約者マリー・ダウマーに弟アレクサンドルと成婚するように頼んだと言われ、少なくともアレクサンドルはそうと信じていた。彼女は1866年10月28日にロシア正教会に改宗し「マリア・フョードロヴナ」と名前を変え、冬宮殿でアレクサンドルと結婚式を挙げた。政略結婚ではあったが非常に仲むつまじい夫婦であり、アレクサンドルは家族生活を大切にし、父アレクサンドル2世と異なり他の女性に手を出すこともなかった。
立太子後、アレクサンドルは父帝と疎遠になった。理由としては、父との政治的対立や、病弱な母マリア皇后を放置してエカチェリーナ・ミハイロヴナ・ドルゴルーコヴァを愛人とし、1880年に母が崩御して間もなく彼女と再婚したことが挙げられる。

### 皇帝

#### 専制政治

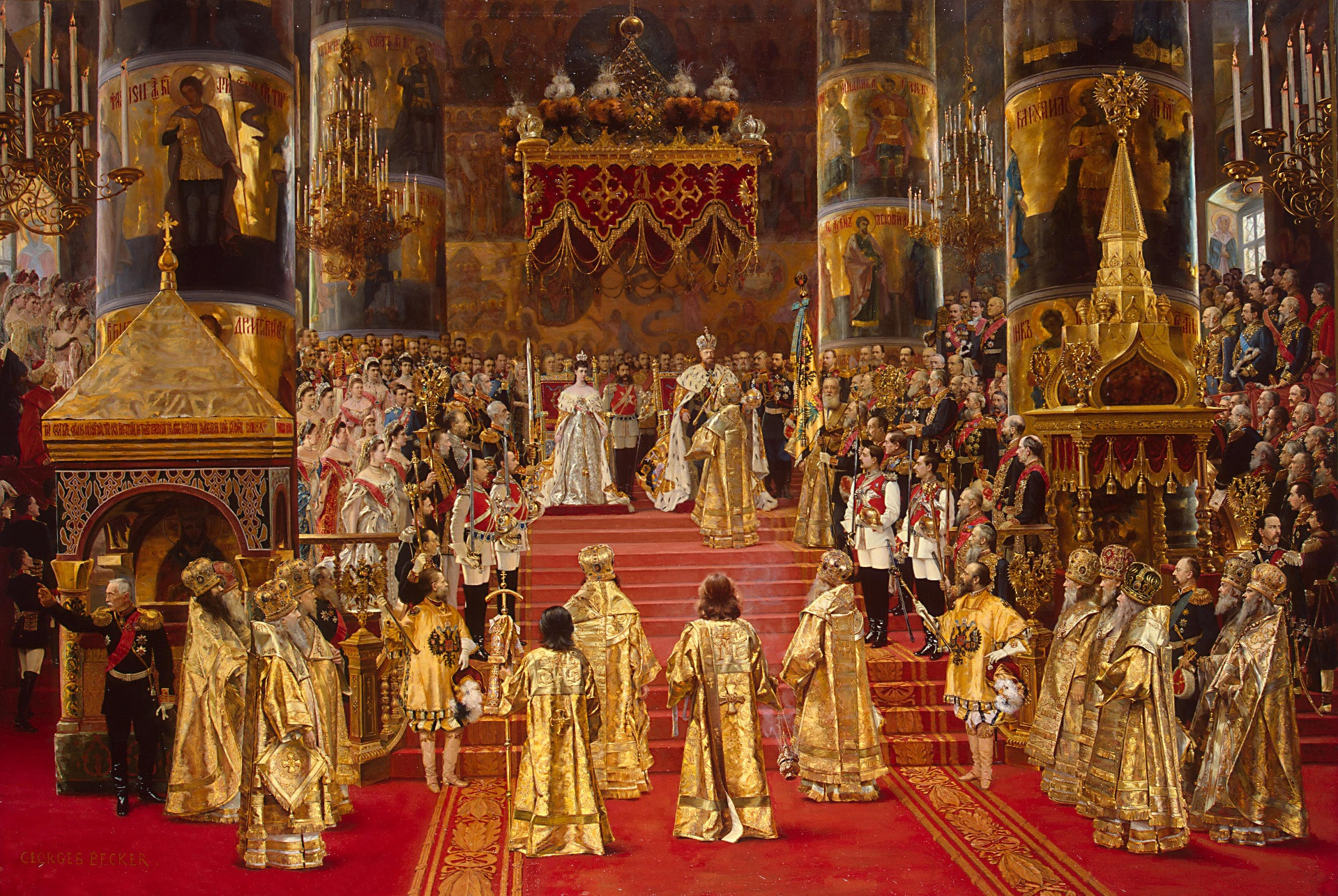
戴冠式を描いた絵画

1881年3月1日（ユリウス暦）、アレクサンドル2世はテロ組織「人民の意志」の爆弾テロにより崩御した（アレクサンドル2世暗殺事件）。アレクサンドルは3月13日に皇帝に即位し、1883年5月27日にモスクワ・ウスペンスキー大聖堂で戴冠式を挙げた。しかし、アレクサンドルは自身が統治者としての充分な教養を欠いていることを自覚しており、自らを「誠実なる連隊長」と自認していた。
父の暗殺後、アレクサンドルは冬宮殿では安全が確保出来ないと助言を受け、ガッチナ宮殿に生活の拠点を移し、政務を執る際にはアニチコフ宮殿を利用した。また、世界有数の富豪として知られていたが、自身は当時の王族には珍しく非常に倹約家であり、即位すると王室費を200万ポンド削減した。部屋の明かりを自ら消す癖もあった。
アレクサンドル2世は暗殺当日に諮問委員会を設立していたが、アレクサンドルはポベドノスツェフの助言を受けて即座に諮問委員会を解散した。この決定に代表されるように、アレクサンドルの治世は父が行った改革を否定することにあり、祖父ニコライ1世のような専制政治こそが安定した帝国を築く手段だと信じていた。

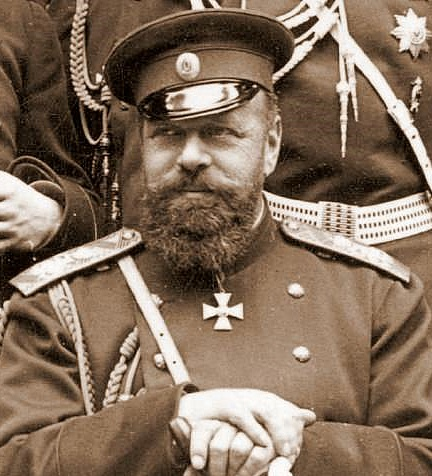
アレクサンドル3世(1892年）

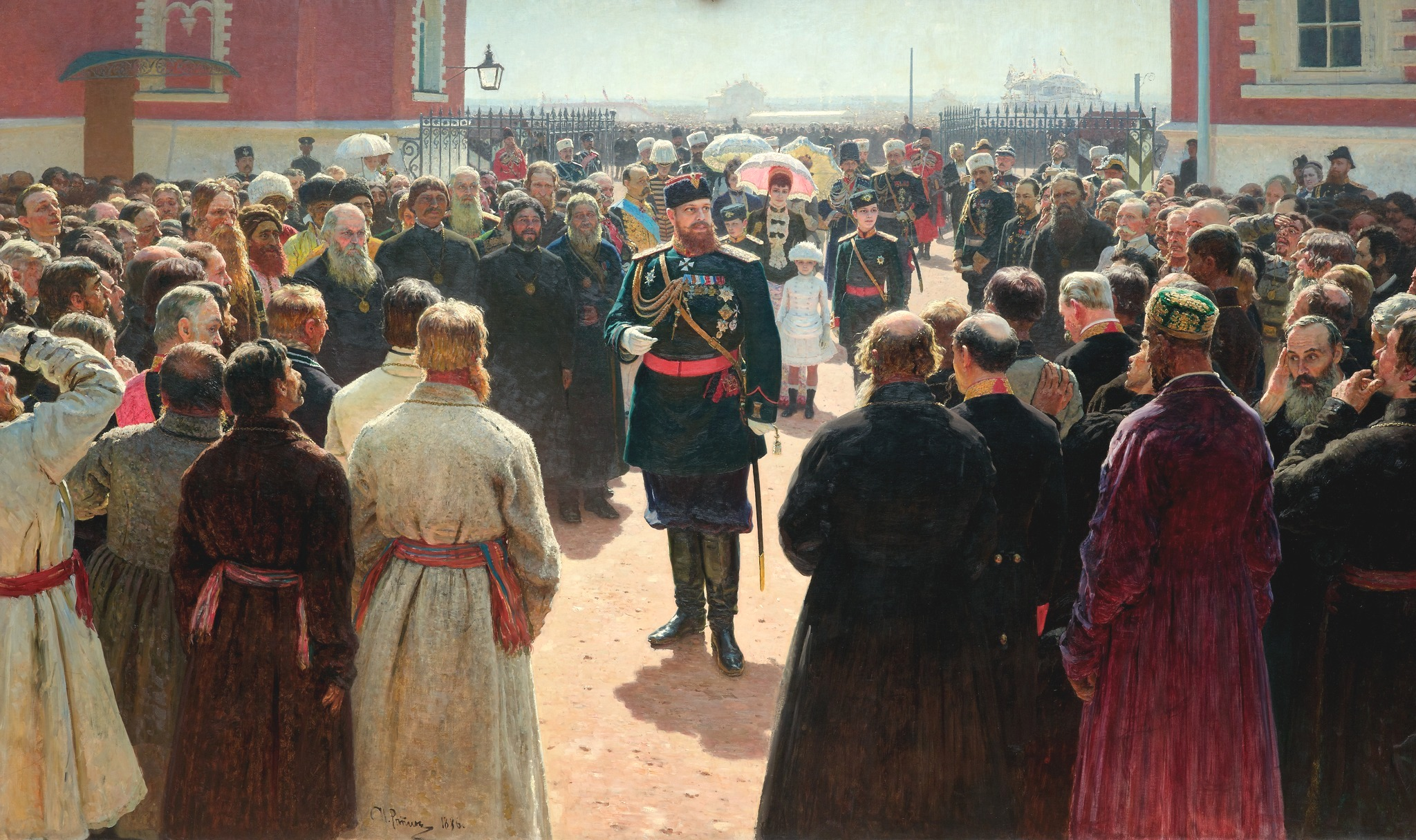
農民の代表者と面会するアレクサンドル3世を描いた絵画

アレクサンドルの基本方針は単一国家、単一言語、単一宗教による国家の形成だった。そのため、フィンランド大公国を除く全ての支配領域でロシア語を強制し、ドイツ語、ポーランド語、スウェーデン語による教育を禁止し、ユダヤ教を弱体化させるためユダヤ人を迫害し、1882年にユダヤ人の就業を制限する法律（五月勅令）を制定した（暫定的な法律とされたが、1917年の2月革命で廃止されるまで存続した）。これにより、ボリス・サイディスら多くのユダヤ人がアメリカやパレスティナへと移住した。さらにゼムストヴォの弱体化を進め、彼が任命した監督官の下で農村を支配した。これにより、農村管理は皇帝個人による部分が大きくなり、政府や貴族による支配は薄まり、監督官たちに、帝国への恐怖と農民からの怒りが集中していた。これらの政策にはポベドノスツェフが深く関わった。アレクサンドルはポベドノスツェフを信頼しており、ニコライ皇太子の家庭教師に親任し、保守的な教育を受けさせた。
「人民の意志」はアレクサンドル2世の暗殺に成功したことに自信を持ち、アレクサンドルの暗殺を計画し始めた。しかし、暗殺計画は露見し、1887年5月20日にオフラーナはアレクサンドル・ウリヤノフら容疑者5人を逮捕し、絞首刑に処した。この時処刑されたウリヤノフは、後の十月革命指導者ウラジーミル・レーニンの兄だった。その他にも、ブロニスワフとユゼフのピウスツキ兄弟も連座して流刑に処されている。

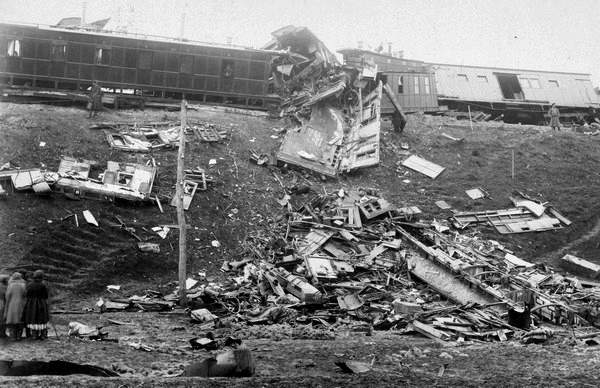
脱線した御召列車

1888年10月28日、アレクサンドルが乗った御召列車がボルキ（現・ウクライナハルキウ州）で脱線事故を起こした（ボルキ列車事故、死者21人）。事故当時、アレクサンドル一家は食堂車におり、彼は崩れ落ちる屋根から子供たちを守るため覆い被さり車外に逃がした。この時に負った怪我が原因で、後年アレクサンドルは腎不全を発症することになる。ボルキにはアレクサンドルの生還を祝して救世主ハリストス大聖堂が建立されたが、独ソ戦で破壊され、礼拝堂のみ現存する。
1891年から1892年にかけて発生した飢饉とコレラの流行に対し、ロシア政府は有効な対策を打ち出すことが出来なかった。そのため、アレクサンドルは自由主義的な行動と、飢饉に苦しむ農民を支援する権限をゼムストヴォに与えざるを得なくなった。

#### 外交方針
アレクサンドルは戦争を回避するためには、平和を訴えることではなく入念に戦争の準備を整えることが必要だと考えていた。また、汎スラヴ主義を嘲笑し、ドイツ帝国との友好関係を重視したアレクサンドル2世の外交方針を否定した。
アレクサンドルは皇太子時代に露土戦争に従軍し、汎スラヴ主義的な立場からオスマン帝国からのスラブ諸国の解放を目指してイスタンブールまで進撃しサン・ステファノ条約を締結するが、ロシアの勢力拡大を恐れたドイツ首相オットー・フォン・ビスマルクの提唱でベルリン会議が開催され、ロシアが獲得した領土の放棄を強いられた。戦争を通して、アレクサンドルは消耗したロシア軍の再編、海軍の強化を図ることが将来の不測の事態を防ぐために必要であると感じ、軍制改革の必要性を認識した。

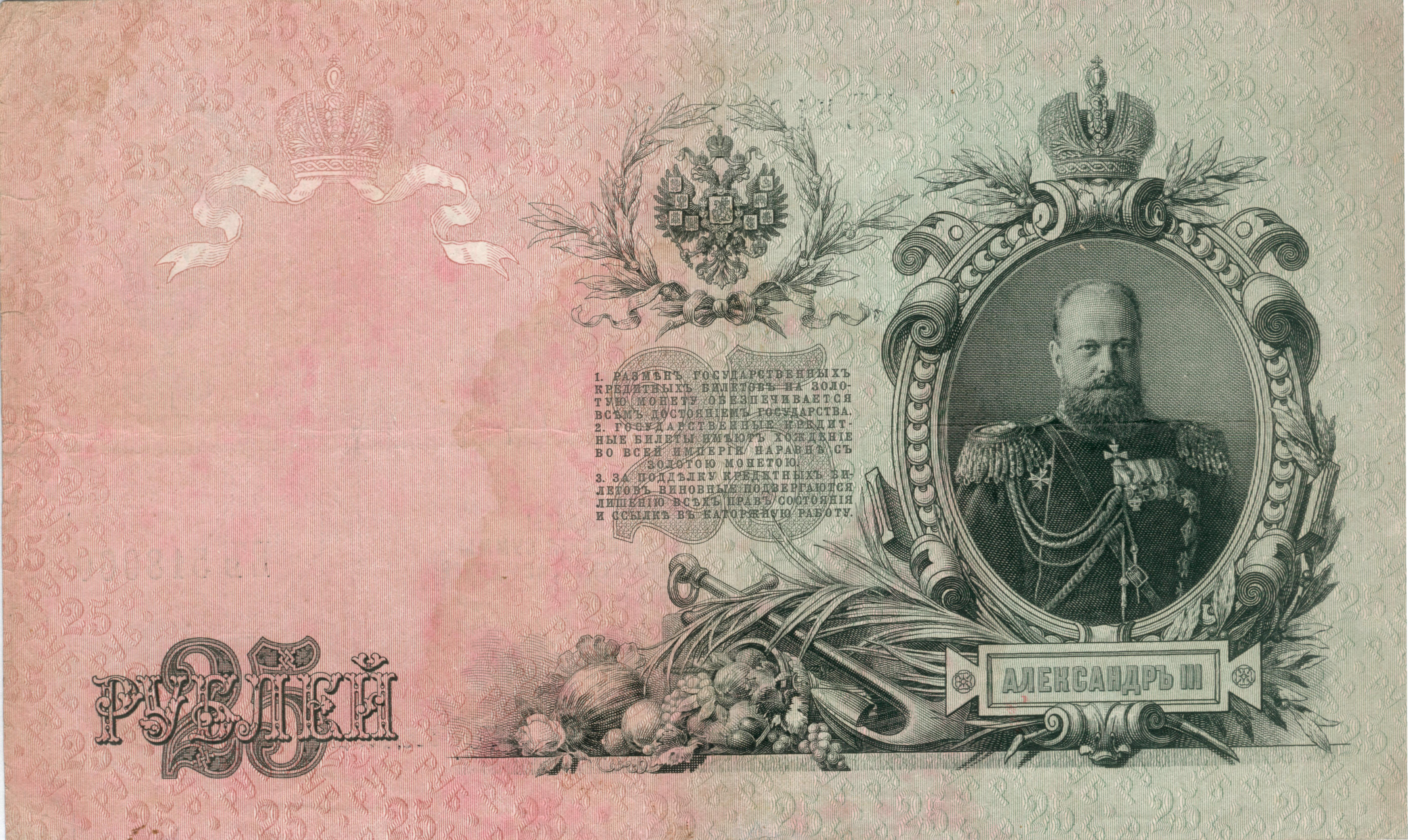
アレクサンドル3世が描かれた25ルーブル紙幣

ベルリン会議の影響で、アレクサンドルはビスマルクに対して憤りを感じていたが、1887年に独露再保障条約を締結してドイツとの戦争を回避した。しかし、1890年にビスマルクが罷免され、代わってドイツの全権を掌握したヴィルヘルム2世の方針転換により、独露再保障条約は更新されることなく破棄された。アレクサンドルは新たな同盟国を求め、1894年に露仏同盟を締結した。
中央アジアへの南下政策を進めたアレクサンドルは、イギリスとの間にグレート・ゲームを繰り広げ、同時にフランス資本を活用してシベリア鉄道を起工し、極東への進出を企てた。この時代に帝国の工業は著しく発達したが、それが農業の危機をもたらすなど、ロシアの前近代的な社会体制との間に多くの矛盾が噴出し、社会不安はますます増大していった。

### 崩御

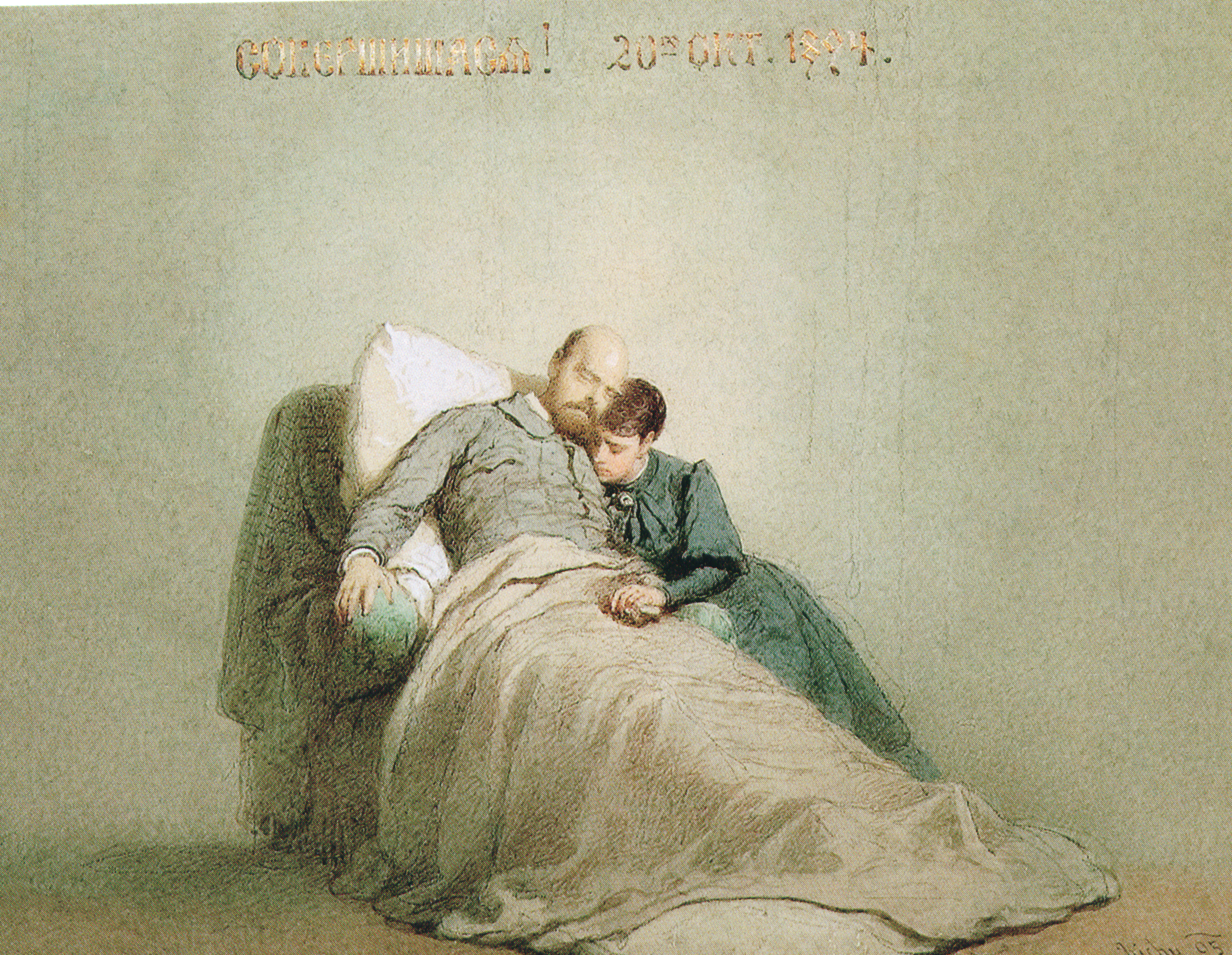
アレクサンドル3世の最期を描いた絵画

1894年にアレクサンドルは腎炎を発症した。同年秋にマリアの兄の妻であるギリシャ王国のオルガ王妃（叔父コンスタンチン大公の長女）は、ケルキラの別荘を提供し療養を勧めた。しかし、アレクサンドルはクリミアに到着した頃には体力が衰弱しており、リヴァディア宮殿で療養した。アレクサンドルの容態悪化を受け、皇族たちが続々とリヴァディア宮殿に集結した。また、クロンシュタットのイオアンもリヴァディア宮殿を訪れ、アレクサンドルに聖餐を施した。
10月21日にはニコライの婚約者ヴィクトリア・アリックス大公女がダルムシュタットから駆け付け、アレクサンドルと面会した。この際、アレクサンドルは衰弱し切っていたにもかかわらず、正装に着替えて息子の婚約者を出迎えた。しかし、アレクサンドルの容態はこの後急激に悪化し、11月1日に妻マリアの腕の中で崩御した。遺体は11月6日にサンクトペテルブルクに向け出発し、モスクワを経由して到着し、11月18日にペトロパヴロフスキー大聖堂に埋葬された。

## 私生活

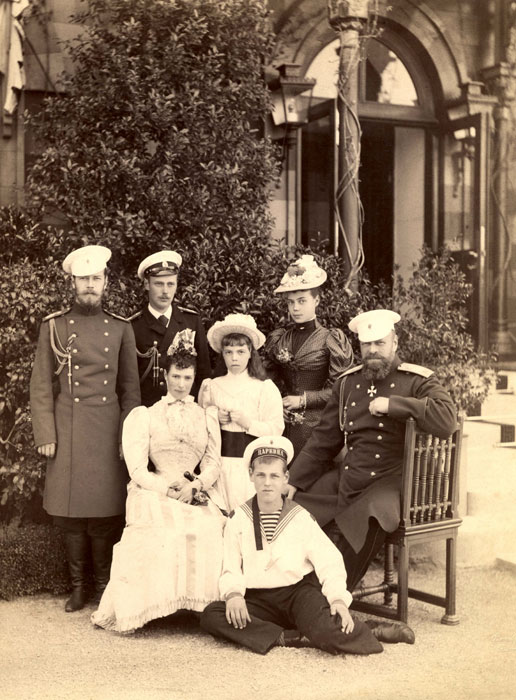
1893年5月に撮影した最後の家族写真（前列左からニコライ、ゲオルギー、マリア、オリガ、ミハイル、クセニア、アレクサンドル3世）

立太子前、アレクサンドルは公爵令嬢マリア・アレクサンドロヴナと恋に落ちていた。1866年春にヴィトゲンシュテイン侯爵がマリアにプロポーズしたことを知ると、アレクサンドルは彼女の両親に「帝位継承権を放棄するから彼女と結婚させて欲しい」と伝えた。しかし、5月19日に父から「兄ニコライの元婚約者、マリー・ダウマーとの婚約が決まった」と告げられる。アレクサンドルはマリアを選び、マリー・ダウマーを迎えにコペンハーゲンに行くことを拒否したが、激怒した父の命令でコペンハーゲンに行くことを強要される。アレクサンドルは自身の意志よりも皇族としての立場が優先されることを理解し、その日の日記に「さらば、愛しのマリア」と記した。マリアは叔母と共にロシアを離れることになり、1867年にパリでロシア屈指の大富豪デミドフ家の一員であるロシア貴族パーヴェル・パヴロヴィチ・デミドフと結婚したが、翌年に長男エリム・デミドフを出産した直後に死去した。
マリア・フョードロヴナ（マリー・ダウマー）とは仲睦まじく、4男2女（ニコライ2世、アレクサンドル、ゲオルギー、クセニア、ミハイル、オリガ）をもうけた。アレクサンドル一家は、毎年夏には妻の両親クリスチャン9世、ルイーゼ王妃とデンマークで休暇を過ごすことにしていた。その際にはアレクサンドラ・オブ・デンマークと彼女の子供たちもイギリスから、ゲオルギオス1世とオルガ王妃も子供たちを連れてギリシャから集まった。アレクサンドルは厳重な警備から解放されるデンマークでの休暇を毎年楽しみにしており、初めて休暇を過ごした時にはアレクサンドラ・オブ・デンマークに「あなた方はイギリスに戻っても楽しい時間を過ごせるようで羨ましいです」と話しかけたという。休暇の最中は、子供たちと一緒にオタマジャクシを捕まえるために沼に入り泥だらけになり、クリスチャン9世の果樹園に忍び込んでリンゴを盗み、スウェーデンのオスカル2世にホースで水をかけるなど悪戯をして楽しんでいたという。
アレクサンドルは父の後妻エカチェリーナを嫌っていたが、父の遺品を所持することを許し、彼女はアレクサンドル2世が暗殺された際にかけていた老眼鏡などを受け取った。
1888年に、兄弟たちとともに亡き母マリアのための教会であるマグダラのマリア教会をエルサレムに建造している。